# 가레스 존스

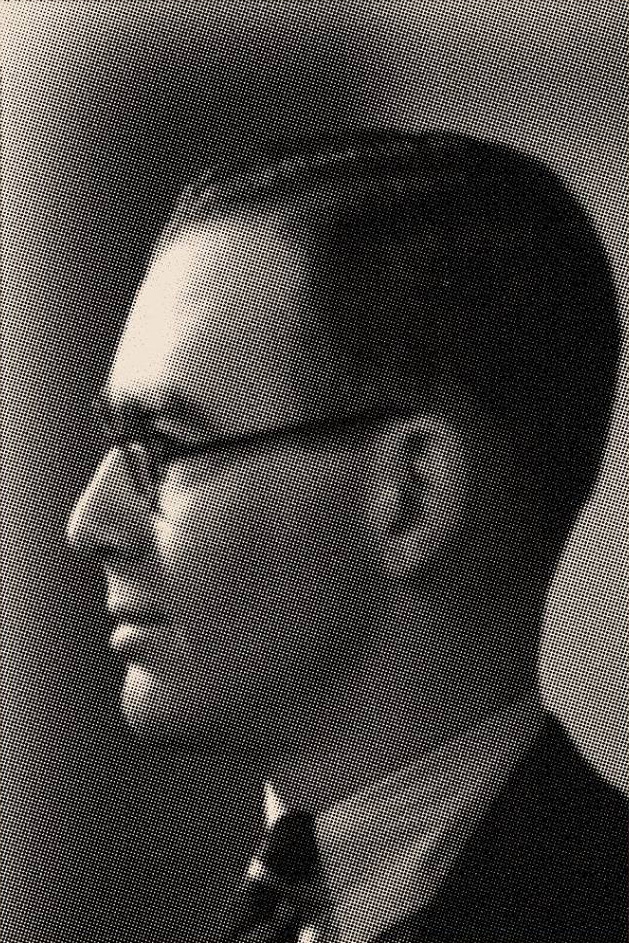
가레스 존스

가레스 리처드 보건 존스(1905년 8월 13일~1935년 8월 12일)는 웨일스인 언론인이다. 영국 웨일스 베일오브글러모건 배리에서 태어나 1931년 더 타임스에 익명으로 러시아 남부와 우크라이나에서의 기근에 대해 보도를 했다. 그의 세 번째 소련 방문 이후 1933년 3월 29일 작성한 기사를 통해 홀로도모르와 1930-1933년 카자흐스탄 대기근을 포함한 1930년대 소련 대기근의 참상을 처음으로 서방권에 알렸다. 소련으로부터 재입국이 금지된 존스는 일본의 만주 침공에 대한 보도를 위해 극동 지역으로 떠났으나 중국 강도들에 의해 납치됐다.